# Коризис, Александрос
Але́ксандрос Коризи́с (греч. Αλέξανδρος Κορυζής; 1885, Порос — 18 апреля 1941, Афины) — греческий юрист и экономист, ставший премьер-министром Греции на 80 исторических для страны дней Второй мировой войны.

## Биография

### Происхождение и ранние годы
Александрос Коризис родился в семье Георгия Коризиса, депутата парламента и мэра Пороса. По отцовской линии Александр приходился внуком депутата парламента Стаматиоса Коризиса (1815—1898), и правнуком Георгия Коризиса, участника Греческой революции 1821 года. Его мать, Екатерина, из рода Афанасия Мисирлиса, происходила из Пилоса и была племянницей Александроса Кумундуроса. Коризис провёл свои первые детские годы на острове Порос. Когда ему было семь лет, умерла его мать, что наложило отпечаток на его характер.

### Образование и ранняя карьера
Коризис поступил в Афинский университет, где учился юриспруденции (1901—1905), и в молодом возрасте получил назначение в 1903 году в Национальный банк Греции. Его карьера в банке была весьма быстрой. С 1915 года он был вовлечён в сельскохозяйственный отдел банка и принял участие в его отделении от Национального банка и трансформации в Сельскохозяйственный банк (1929), в котором он стал первым председателем совета директоров. Коризис принял участие в Балканских войнах 1912—1913 годов, первоначально как младший лейтенант артиллерии (запаса). В 1914 году был награждён серебряным крестом Ордена Спасителя. По окончании Первой мировой войны вернулся в 1919 году в банк, где стал генеральным инспектором. С этой позиции, при правительстве Венизелоса, Коризис был финансовым советником Аристидиса Стергиадиса, губернатора малоазийского региона Смирны, ставшего на время греческим, . В этот период (1919—1920) был создан филиал Национального банка Греции в Смирне. 12 мая 1928 года Коризис стал заместителем президента Национального банка.

### Министр
После подавления однодневного путча Пластираса, (6 марта 1933 года), в кратковременном правительстве А.Отонеоса, Коризис был назначен министром финансов (6—10 марта 1933 года), после чего вернулся в банк.
С установлением диктаторского режима Метаксаса (4 августа 1936 года)), 5 августа 1936 года, Коризис был назначен министром здравоохранения и оставался на этом посту 3 года (до 12 июля 1939 года). 9 августа того же года он был назначен президентом Национального банка Греции. Со смертью Метаксаса, в январе 1941 года, в разгар Итало-греческой войны, король Георг назначил его без официальных процедур премьер-министром Греции (29 января 1941).

### Премьер-министр
Коризис принял назначение премьер-министра и одновременно пост председателя Министерского совета, пост министра Иностранных дел, пост министра образования, пост военного министра — то есть все министерства, которые до него возглавлял Метаксас, но не внёс никаких изменений в министерский совет. Его обращение к греческому народу подтверждало тот исторический факт, что Коризис осознавал, что он принял «Голгофу», которая приведёт его к жертве. Т. Герозисис, в своей работе «Офицерский корпус 1821—1975», именует Коризиса «поклонником режима Метаксаса, верного монархии». «Коризис предназначался стать молниеотводом, который примет электрический разряд грозы, которая приближалась к Греции».

### Второе НЕТ
Предшественник Коризиса, Метаксас, отклонил итальянский ультиматума 28 октября 1940 года, после чего последовало вторжение итальянских войск в Грецию. Греческая армия успешно остановила наступление итальянской армии из Албании и даже перенесла военные действия на албанскую территорию. Уже при правлении Коризиса Итальянское весеннее наступление в марте 1941 года было последней и неудачной попыткой итальянской армии переломить ход войны. На помощь итальянцам пришла Германия. Немцы начали разворачивать свои войска в союзной Рейху Болгарии с 6 февраля 1941 года. После запроса правительства Коризиса к Британии о предоставлении помощи был послан немногочисленный британский корпус, не принимавший участия в греко-итальянской войне и занявший вторую линию обороны по реке Алиакмон — Олимп. До конца марта силы англичан в Греции достигли 40 тысяч человек. Современный греческий историк И. Колиопулос пишет, что Коризис поставил англичанам следующие условия для продолжения Грецией войны, на этот раз против Германии:
- Прекращение Международного экономического контроля, наложенного на Грецию в 1897 году (после греко-турецкой войны).
- Обещание, что вопрос Кипра будет решён согласно греческим надеждам.
- Использование «Додеканесского легиона» для освобождения архипелага Додеканес от итальянцев.

Энтони Иден был готов обсудить только третий вопрос.
6 апреля 1941 года Коризис отклонил требование Германии удалить британский корпус фразой «лучше умереть».

### Смерть Коризиса
Немногочисленные греческие части на греко-болгарской границе первоначально с успехом отражали германское вторжение (см. Линия Метаксаса), однако германские танковые дивизии прошли из Болгарии на юг Югославии, а оттуда, через практически незащищённую греко-югославскую границу, вышли к македонской столице, городу Фессалоники. В результате греческие войска в Восточной Македонии (4 дивизии) оказались отрезанной от основных сил греческой армии, ведущих военные действия против итальянцев в Албании, где находились 16 из общего числа 22 греческих дивизий. Дорога на Афины оказалась открытой для германских дивизий. Греческих частей на их пути практически не было. Британский корпус отступал шаг за шагом. В Афинах было объявлено военное положение. В атмосфере пораженчества и проявления германофильства некоторых генералов, 18 апреля состоялось заседание министерского совета под председательством Коризиса. Правительство и король Георг приняли решение оставить континентальную Грецию и перебраться на остров Крит, а затем на контролируемый британцами остров Кипр. Большинство членов правительства считали, что будет недостойным для греческой армии прекратить сражение, в то время как британские части, приглашённые ими в Грецию, ввязались в бои.
После совета состоялся разговор Коризиса с королём Георгом. Коризис ушёл с этой встречи опустошённым и направился в свой дом. Здесь Коризис покончил жизнь самоубийством, двумя выстрелами в область сердца. В коллективном издании «100+1 Греция, из 20-го в 21-й век» самоубийство Коризиса объясняется его нежеланием жить с пятном премьер-министра поражения. Здесь же отмечается, что даже противники режима Метаксаса с уважением отнеслись к его жертве. Первоначально и во избежание паники была объявлена «внезапная смерть» Коризиса от сердечного приступа. Герозисис считает, что Коризис сдержал слово, данное германскому послу: «лучше умереть».

## Личная жизнь
Коризис был женат на Элисавет Тситсара, с которой у него было четверо детей: Екатерина, Елена (приближённая королевы Фредерики), Ирина (супруга судовладельца Стратиса Андреадиса) и Георгий (умер в 1999 году). Его дети предоставили отцовский дом на острове Порос для создания археологического музея.

## Работы
- «Сельскохозяйственный кредит и Национальный банк Греции» (греч. Η Αγροτική πίστις και η ΕΤΕ).
- «Табачный вопрос Греции и его разрешение» (греч.Το καπνικό ζήτημα της Ελλάδος και η λύση του).